# Ананишнев, Владимир Максимович
Владимир Максимович Ананишнев (род. 27 марта 1953, Чапаевск) – российский учёный и преподаватель, доктор социологических наук, доктор бизнес-администрирования (США), профессор. Действительный член Российской академии естественных наук. Рост: 191 см. Вес: 103 кг.

## Биография
Родился 27 марта 1953 года в городе Чапаевск Куйбышевской области. В 1975 году окончил Куйбышевский инженерно-строительный институт, в 1989 году — Саратовскую высшую партийную школу.
В 1994 году окончил аспирантуру Российской академии государственной службы и защитил диссертацию кандидата социологических наук на тему «Лидерство в сфере предпринимательской деятельности в условиях формирования рыночной экономики».
С 1995 года преподаёт в Московском городском педагогическом университете. Также работал в нём проректором по международным связям.
В 1998 году защитил диссертацию доктора социологических наук на тему «Управление в сфере образования как объект социологического исследования».
Участник социологических исследований в России (1992—2020), Франции (1993) и США (2004).
Среди  научных интересов – методологические проблемы социологии, социология образования, социология управления, социология и психология управления, маркетинг образовательных услуг, проблемы государственной службы, социально-экономического развития России, мониторинговые исследования общественно-политических процессов.
В конце 1990-х – начале 2000-х годов был заместителем председателя и начальником отдела науки и высшей школы Комитета образования г. Москвы.
С 2002 года является действительным членом Российской академии естественных наук.
Учёный-секретарь объединенного докторского диссертационного совета МГПУ и университета бизнес-администрирования г. Сан-Франциско (США), заместитель председателя редакционного совета журнала «Системная психология и социология» (ВАК), член редколлегии МГУ по изданию серии учебных пособий по направлению «Социология и политология», научный редактор, член редколлегии Международного научно-практического журнала РУДН «Вестник МИРБИС».
Председатель ГАК РАНХиГС при Президенте РФ по направлению 38.04.04 Государственное и муниципальное управление (профиль Государственная и муниципальная социальная политика).
С 2019 года — член диссертационного совета Д. 850.007.11 по защите диссертаций на соискание учёной степени кандидата наук, доктора наук по специальности: 09.00.11 — социальная философия (философские науки) МГПУ.
Индекс Хирша по публикациям в РИНЦ — 33.

## Награды
- Медаль «В память 850-летия Москвы» (1997)
- Ветеран труда (2001)
- Почётный работник высшего профессионального образования Российской Федерации (2003)
- Памятный знак МГПУ «За заслуги перед университетом» (2012)

## Основные публикации
Автор свыше 200 научных статей и учебно-методических пособий, в том числе 18 монографий, среди которых:
- Головачев Г. С., Кулиш Г. Я., Ананишнев В. М. Лидерство в предпринимательской деятельности. — Париж: 1992.
- Ананишнев В. М. Деловое лидерство. — М.: 1993.
- Ананишнев В. М. Управление в сфере образования: Социологический анализ. — М.: МГПУ, 1997. — 180 с.
- Ананишнев В. М. Технологии социального управления в образовательной сфере. — М.: Социум, 1998. — 44 с.
- Пищулин Н. П., Ананишнев В. М. Образование и управление. — М.: Издательство «Жизнь и мысль», 1999. — 294 с. — ISBN 5-8455-0001-X
- Рябов В. В., Пищулин Н. П., Ананишнев В. М. Модель государственных стандартов высшего педагогического образования. Отечественный опыт модернизации образования и болонский процесс. М.: Ин-кварто, 2004.
- Ананишнев В. М., Бурба А. А., Бочарова Н. Б. Методические рекомендации по обеспечению повышения эффективности образовательного и интеллектуального потенциала педколледжей. — М.: МГПУ, 2009.
- Ананишнев В. М. Качество высшего образования в России и процессы глобализации. — М.: МГПУ, 2010.
- Ананишнев В. М. Социология образования. — М.: Канон+, 2012. — 352 с. — ISBN 978-5-88373-294-1
- Ананишнев В. М., Рычихина Э. Н., Овчаренко Л. Ю., Зотова М. В., Зотов Н. И., Львова С. В., Шилова Т. А. Социально-психологическое сопровождение инновационных процессов в системе образования. — М.: Издательство «Ритм», 2019.
- Ананишнев В. М. Социология молодёжи. — М.: Издательство «Перо», 2019. — 106 с. — ISBN 978-5-00150-124-4

Автор 10-томного издания монографий по социологии:
- Т. 1: Социология образования. — М.: Инженер 2008.
- Т. 2: Социология управления. — М.: Инженер 2008.
- Т. 3: Социология и психология управления. — М.: Инженер 2009.
- Т. 4: Социология влияния. — М.: Инженер, 2011. — 256 с. — ISBN 978-5-7013-0116-8
- Т. 5: Современные социологические теории и школы. — М.: Инженер, 2011. — 272 с. — ISBN 978-5-7013-0118-2
- Т. 6: Социальная структура, социальные инструменты и процессы. — М.: Инженер, 2013. — 260 с. — ISBN 978-5-7013-0150-2
- Т. 7: Фотография как объект социологического исследования. — М.: Инженер, 2013. — 198 с. — ISBN 978-5-7013-0152-6
- Т. 8: Маркетинг образовательных услуг. — М.: Инженер, 2015. — 348 с. — ISBN 978-5-7013-0150-2
- Т. 9: Теория и практика современной рекламы. — М.: Инженер, 2016. — 346 с. — ISBN 978-5-7013-0164-9
- Т. 10: Методология и методы социологического исследования. — М.: Инженер, 2017. — 312 с. — ISBN 978-5-7013-0178-6